# Рошканы (Резинский район)
Рошканы, Рошкань (рум. Roşcani) — село в Резинском районе Молдавии. Наряду с селом Перены входит в состав коммуны Перены.

## География
Село расположено на высоте 156 метров над уровнем моря.

## Население
По данным переписи населения 2004 года, в селе Рошкань проживает 29 человек (13 мужчины, 16 женщин).
Этнический состав села:
| Национальность | Число жителей | Процентный состав |
| -------------- | ------------- | ----------------- |
| молдаване      | 29            | 100,0             |
| Всего          | 29            | 100 %             |